# 拉姆齊崖
83°28′S 54°9′W / 83.467°S 54.150°W
拉姆齊崖（英語：Ramsey Cliff）是南極洲的山崖，位於伊莉莎白女王地，屬於彭薩科拉山脈中尼普頓山脈的一部分，美國地質調查局根據測量和該國海軍的空中照片繪入地圖，現時由南極條約體系管理。